# Балдук
Балдук — озеро в басейні річки Страча, на території ландшафтного заказника «Блакитні озера» в Білорусі.
Площа озера 0.78 км², довжина 2.05 км, найбільша ширина — 0.7 км, найбільша глибина — 39.7 м.
На правому березі озера розташоване село Вайшкуни, на лівому — хутор Балдук та кілька облаштованих туристичних стоянок. Вздовж берегів озера наявні декілька криниць.

## Рослинний світ
Вузька смуга літоралі і круті схили улоговини обмежують заростання озера. Надводні макрофіти представлені вузькою смугою очерету і комишу. На південному сході, де схили більш пологі, смуга заростання розширюється до 50-80 м, з'являються рослини з плаваючим листям.
1. ↑  GeoNames — 2005.